# دايسوكي أويدا
دايسوكي أويدا (باليابانية: Daisuke) هو عارض ياباني، ولد في 25 مايو 1987.